# 廖寿恒
廖 寿恒（りょう じゅこう、Liào Shòuhéng、1839年 - 1903年）は、清の官僚。字は仲山、晩号は抑斎。戊戌の変法を支持した。
江蘇省嘉定出身。同治年間に進士となり、庶吉士となった。その後湖南学政、国史館纂修、侍読学士、総理各国事務衙門大臣、兵部・礼部・戸部・吏部侍郎、左都卸史、刑部尚書、礼部尚書を歴任した。
1884年に清仏戦争が勃発すると、廖寿恒は武器の補給にあたり、西南の辺境の防衛に尽力した。1898年に軍機大臣となり、同年に戊戌の変法が開始されると、康有為と光緒帝の文書のやり取りを取りつぐ役割を果たした。1900年に病のために辞職。